# Agrotis canarica
Agrotis canarica là một loài bướm đêm trong họ Noctuidae.